# Monique Haas
Monique Haas (ur. 20 października 1906 w Paryżu, zm. 9 czerwca 1987 tamże) – francuska pianistka.

## Życiorys
Studiowała w Konserwatorium Paryskim, gdzie jej nauczycielami byli Lazare Lévy (fortepian), Charles Tournemire (kameralistyka), Suzanne Demarquez (harmonia) i Maurice Emmanuel (teoria), studia ukończyła w 1927 roku z I nagrodą. Pobierała też prywatnie lekcje u Roberta Casadesusa, Rudolfa Serkina i Georga Enescu. Debiutowała w 1927 roku, następnie występowała w krajach europejskich, północnej Afryce, Australii i Stanach Zjednoczonych. Grała w duecie z Enescu i Fournierem. W latach 1968–1969 była wykładowcą Konserwatorium Paryskiego. Była członkiem jury VIII Międzynarodowego Konkursu Pianistycznego im. Fryderyka Chopina (1970).
Wykonywała muzykę okresu klasycyzmu i romantyzmu, była też cenioną interpretatorką muzyki współczesnej. Doceniano jej wykonania utworów Maurice’a Ravela i Claude’a Debussy’ego. Nagrywała dla wytwórni Deutsche Grammophon, Erato i Decca.
Jej mężem był kompozytor pochodzenia rumuńskiego Marcel Mihalovici.